# Keith Relf
William Keith Relf (Richmond (Surrey), 22 maart 1943 - Hounslow, Londen, 12 mei 1976) was een Brits zanger, bassist en mondharmonicaspeler. Relf werd bekend als zanger van The Yardbirds.
Na het einde van The Yardbirds vormde Relf samen met ex Yardbirdcollega Jim McCarty een akoestisch duo onder de naam Together en in 1969 stonden zij samen aan de wieg van Renaissance. Na Renaissance speelde Relf in Armageddon en produceerde hij nummers voor Amber, Saturnalia en Medicine Head. In de laatstgenoemde band speelde hij tevens basgitaar.
Relf kwam om het leven als gevolg van een ongeval: toen hij nieuw materiaal oefende bleek zijn elektrische gitaar niet goed geaard en werd Relf getroffen door een elektrische schok.
Hoewel de meeste bronnen ten onrechte 14 mei vermelden als Keiths sterfdatum (de dag dat veel kranten het verhaal publiceerden), werd hij op de officiële overlijdensakte op 12 mei dood verklaard in het West Middlesex Hospital.
huidig: Annie Haslam · Mark Lambert · John Arbo · Frank Pagano · Geoffrey Langley · Rave Tesar
voormalig: John Hawken · Jane Relf · Keith Relf · Louis Cennamo · Jim McCarty · Michael Dunford · Terry Slade · Neil Korner · Terry Crowe · John Tout · Anne-Marie Cullom · Danny McCulloch · Frank Farrell · John Wetton · Jon Camp · Ginger Dixon · Mick Parsons · Rob Hendry · Terence Sullivan · Pete Finberg · Gavin Harrison · Mike Taylor · Raphael Rudd · Greg Carter · Charles Descarfino · Mickey Simmonds · David J. Keyes · Tom Brislin · Jason Hart · Ryche Chlanda · Leo Traversa
- Bibliothèque nationale de France: cb13809176n (data)
- Gemeinsame Normdatei: 134580281
- International Standard Name Identifier: 0000 0001 0896 4208
- Library of Congress Control Number: no2002052842
- MusicBrainz: d87650ec-2dc4-49a1-846d-9f76f7970f82
- Nationale Bibliotheek van Israël: 987007317418805171
- Système universitaire de documentation: 080495036
- Virtual International Authority File: 46944893
- WorldCat: E39PBJfGV8KbyyTXDWvxrbg7pP